# Biología de la conservación

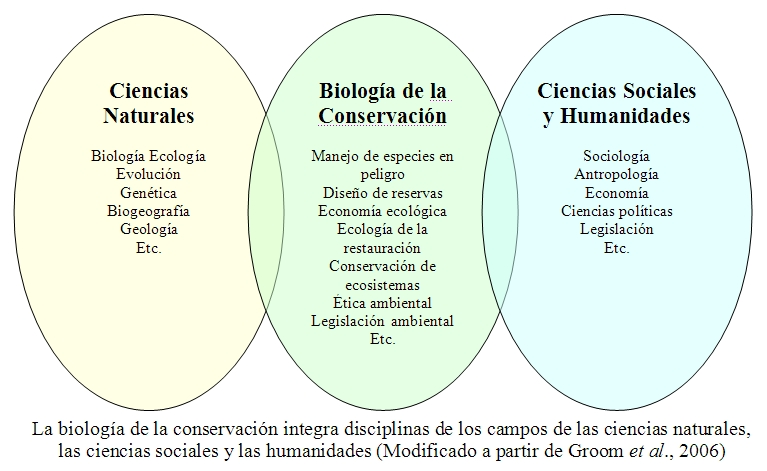

La biología de la conservación es una disciplina científica de síntesis que se consolidó en la década de 1980 como respuesta a la pérdida de biodiversidad (Simberloff, 1988). Se ocupa de estudiar las causas de la pérdida de diversidad biológica en todos sus niveles (genética, individual, específica, ecosistémica) y de cómo minimizar esta pérdida. La biología de la conservación se ocupa también de la gestión de la naturaleza y la biodiversidad de la Tierra con el objetivo de proteger las especies, sus hábitats y los ecosistemas de tasas excesivas de extinción y de la erosión de las interacciones bióticas.  Para ello integra contribuciones de disciplinas muy diferentes que se basan en las ciencias naturales y sociales —tales como la ecología, la genética, la biogeografía, la biología del comportamiento, las ciencias políticas, la sociología, la antropología, etc.—  y la práctica del manejo de recursos naturales.

## Origen
El término «biología de la conservación» y su concepción como nuevo campo de estudios se originó en  la convocatoria de la «Primera Conferencia Internacional sobre Investigación en Biología de la Conservación» celebrada en 1978 en la Universidad de California en La Jolla y dirigida por los biólogos Bruce A. Wilcox y Michael E. Soulé con un grupo de conservacionistas e investigadores académicos y de zoológicos, incluyendo Kurt Benirschke, Otto Frankel, Thomas Lovejoy y Jared Diamond. La reunión fue motivada por la preocupación por la deforestación tropical, la desaparición o extinción de especies y la erosión de la diversidad genética dentro de las especies. La conferencia y los procedimientos resultantes, buscaron unir la brecha entre la teoría en la ecología y la genética evolutiva por una parte, y la política y práctica de conservación, por otra. La biología de la conservación y el concepto de la diversidad biológica surgieron juntos y contribuyeron a definir la era moderna de la ciencia de la conservación y la política ambiental. La base multidisciplinaria de la biología de la conservación dio lugar a nuevas subdisciplinas, incluido la ciencia social de la conservación, comportamiento animal y conservación y fisiología de la conservación. Fomentó también el mayor desarrollo de la genética de la conservación, la disciplina que Otto Frankel había iniciado con anterioridad, aunque hoy en día a menudo se considera una subdisciplina de la biología de la conservación.

## Descripción
Debido al rápido declive global de los sistemas biológicos establecidos, la biología de la conservación es a menudo caracterizado como una «disciplina [científica] con fecha límite». La biología de la conservación es estrechamente relacionado con la ecología por investigar temas cercanas a la ecología de poblaciones (dispersión, migración, demografía, tamaño efectivo de la población, depresión endogámica, y viabilidad mínima de la población) de especies raras o en peligro de extinción.  La biología de la conservación abarca el estudio de los fenómenos que afectan el mantenimiento, la pérdida y la restauración de la biodiversidad y la ciencia de los procesos  que engendran la diversidad genética, poblacional, de especies y de los ecosistemas. La preocupación proviene de estimaciones que sugieren que desaparecerán hasta 50 % de todas las especies del planeta en los próximos 50 años, lo que contribuye al aumento de la pobreza, la inanición, y cambiará el curso de la evolución en este planeta.
Los biólogos de la conservación se dedican a la investigación y la educación sobre el proceso de pérdida de biodiversidad, la extinción de especies y el efecto negativo de este proceso en la capacidad de sostener el bienestar en las sociedades humanas; los biólogos de la conservación suelen encontrar empleo en organizaciones gubernamentales, universidades, organizaciones sin fines de lucro y la industria. Los temas de investigación son diversos, ya que se trata de una red interdisciplinaria con alianzas profesionales tanto en las ciencias biológicas como sociales. Aquellos dedicados a la causa y la profesión, abogan por una respuesta global a la actual crisis de biodiversidad basándose en consideraciones morales, éticas, y científicas. La respuesta institucional y de la ciudadanía ante la crisis de biodiversidad se manifiesta a través de planes de acción que dirigen programas de investigación, monitoreo y educación.

## Historia

### Conservación de los recursos naturales
Los esfuerzos para conservar y proteger la biodiversidad global de manera consciente son un fenómeno reciente. Sin embargo, la conservación de los recursos naturales tiene una historia que se extiende hasta antes de la «era de la conservación». El uso ético de los recursos surgió de la necesidad, por las relaciones directas con la naturaleza. La regulación o restricción comunal se hizo necesaria para evitar que individuos, por motivos egoístas, tomarían más de lo que podría ser sostenido localmente, dado que esto pondría en riesgo el suministro de recursos naturales a largo plazo para toda la comunidad. Este dilema social con respecto al manejo de los recursos naturales es a menudo llamado la «tragedia de los comunes».
A partir de este principio, los biólogos conservacionistas pueden rastrear la ética basada en los recursos comunitarios como una solución al conflicto de recursos comunales a través de las culturas. Por ejemplo, los pueblos de Tlingit de Alaska y Haida del Noroeste del Pacífico tenían reglas y restricciones entre los clanes, limitando la pesca del salmón rojo. Estas reglas fueron guiadas por los ancianos de los clanes que contaban con un conocimiento detallado de cada uno de los ríos y arroyos que gestionaron. Existen numerosos otros ejemplos en la historia de culturas que conocieron reglas, rituales y prácticas organizadas con respecto al manejo comunitario de los recursos naturales.
La ética de la conservación también fue encontrado en antiguos escritos religiosos y filosóficos. Existen ejemplos en tradiciones como el taoísmo, sintoísmo, hinduismo, islám y budismo. Entre los antiguos filósofos griegos, Platón se lamentaba de la degradación de las tierras de pastoreo: «Lo que queda ahora es, por así decirlo, el esqueleto de un cuerpo desperdiciado por la enfermedad: la tierra rica y suave se ha llevado y solo queda el marco desnudo del distrito». En la Biblia se menciona, que Dios dijo a Moisés que la tierra descansara de las actividades de cultivo cada séptimo año. Antes del siglo XVIII, en gran parte de la cultura europea se consideraba como paganismo admirar a la naturaleza. La vida silvestre fue menospreciado, mientras que el desarrollo agrícola fue valorado. Sin embargo, ya en el año 680 d. C.,  las creencias religiosas de San Cuthbert lo llevaron a establecer un santuario de vida silvestre en las Islas Farne.

### Primeros naturalistas

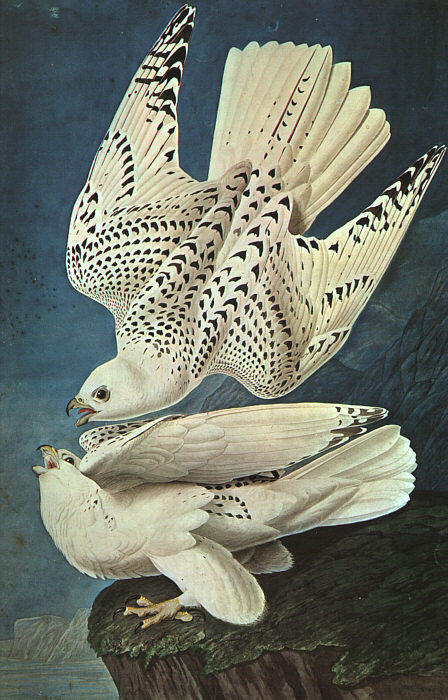
halcones gerifalte dibujado por John James Audubon.

La historia natural fue una importante preocupación en el siglo XVIII, y se realizaron grandes expediciones y exhibiciones públicas en Europa y América del Norte. Para 1900, había 150 museos de historia natural en Alemania, 250 en Gran Bretaña, 250 en Estados Unidos y 300 en Francia. El surgimiento de sentimientos conservacionistas ocurrió entre finales del siglo XVIII y principios del siglo XX.
Antes del viaje de Charles Darwin en el HMS Beagle, dominaba el pensamiento creacionista que todas las especies permanecían sin cambios tras su creación. Georges Louis Leclerc de Buffon fue uno de los primeros naturalistas que cuestionaron esta creencia. En su publicación de 44 volúmenes sobre la historia natural, propuso que las especies evolucionaron debido a influencias ambientales. Erasmus Darwin, el abuelo paterno de Charles Darwin, también fue uno de los defensores pioneros del evolucionismo; señaló que algunas especies tienen estructuras vestigiales, es decir, estructuras anatómicas que ya no tienen una función aparente en la actualidad, pero que habrían sido útiles para los antepasados de la especie. El pensamiento de estos primeros naturalistas del siglo XVIII contribuyó a cambiar el modo de pensar de los naturalistas de principios del siglo XIX.
A principios del siglo XIX se inició la biogeografía gracias a los esfuerzos de Alexander von Humboldt, Charles Lyell y Charles Darwin. La fascinación del siglo XIX con la historia natural engendró el fervor de ser el primero en recolectar especímenes raros y de hacerlo antes de que estas especies se extinguieran por otros coleccionistas. Aunque el trabajo de muchos naturalistas del siglo XVIII y XIX inspiraron a los entusiastas de la naturaleza y las organizaciones de conservación del medio ambiente, sus escritos, según los estándares modernos, mostraron insensibilidad hacia la conservación ya que mataron a cientos de especímenes para sus colecciones.

### Movimiento ecológico
Las raíces modernas de la biología de la conservación se encuentran en el período de la Ilustración del siglo XVIII, particularmente en Inglaterra y Escocia. Varios pensadores, entre ellos notablemente Lord Monboddo, destacaron la importancia de «preservar la naturaleza»; gran parte de este énfasis inicial tuvo su origen en la teología cristiana.[cita requerida]
La primera aplicación de los principios científicos de la conservación se llevó a cabo en los bosques de India británica. La ética de la conservación que comenzó a evolucionar incluía tres principios básicos: que la actividad humana estaba dañando el ambiente, que había un deber cívico por mantener el medioambiente para las generaciones futuras, y que debería aplicarse métodos científicos, con base empírica, para garantizar que este deber se llevara a cabo. Sir James Ranald Martin tuvo un papel prominente en la promoción de esta ideología, publicando muchos informes médico-topográficos que demostraron la magnitud del daño provocado por la deforestación y desecación a gran escala, y cabildeó ampliamente para la institucionalización de actividades de conservación forestal en India británica a través del establecimiento de servicios forestales departamentales.
En 1842, la Junta de rentas de Madras dio inicio a esfuerzos locales de conservación encabezados por Alexander Gibson, un botánico profesional que aplicó de manera sistemática un programa de conservación de bosques basado en principios científicos. Fue el primer ejemplo de gestión estatal de la conservación de bosques en el mundo. El Gobernador General James Broun-Ramsay presentó el primer programa de conservación forestal permanente y de gran escala en el mundo en 1855, un modelo que pronto se extendió a otras colonias, así como a los Estados Unidos donde se estableció Yellowstone, el primer parque nacional del mundo, en 1872.
El uso del término «conservación» se generalizó a fines del siglo XIX y se refirió a la gestión, principalmente por razones económicas, de recursos naturales tales como madera, pesces, animales de caza, capa superior del suelo, pastos y minerales. Además, se refirió a la conservación de bosques (silvicultura), fauna silvestre (refugio de vida silvestre), parques, vida silvestre y cuencas hidrológicas. En este período también se aprobó la primera legislación relativo a la conservación y se establecieron las primeras sociedades de conservación de la naturaleza. La Ley de Preservación de Aves Marinas de 1869 fue aprobada en Gran Bretaña, constituyendo la primera ley de protección de la naturaleza en el mundo,  después de un amplio cabildeo de la Asociación para la Protección de Aves Marinas y el respetado ornitólogo Alfred Newton. Newton también jugó un papel decisivo en la aprobación de las primeras leyes de animales de caza de 1872, que protegían a los animales durante la temporada de cría para evitar el riesgo de la extinción de las poblaciones.
Una de las primeras sociedades de conservación fue la Royal Society for the Protection of Birds (RSPB), fundada en 1889 en Mánchester como un grupo de protesta haciendo campaña contra el uso de los pieles y plumas del somormujo lavanco y la gaviota tridáctila para la confección de ropa de piel. Originalmente conocido como «the Plumage League» («La Liga del plumaje»), el grupo ganó popularidad y finalmente se fusionó con la Liga de Piel y Plumas de Croydon para formar el RSPB. El National Trust se formó en 1895 con el manifiesto de «[...] promover la conservación permanente, en beneficio de la nación, de las tierras, [...] para preservar (en la medida de lo posible) su aspecto natural».
En los Estados Unidos, la Forest Reserve Act 1891 (Ley de reserva forestal de 1891) otorgó al presidente el poder de apartar reservas forestales de las tierras que pertenecen al dominio público. John Muir fundó el Sierra Club en 1892, y la New York Zoological Society (Sociedad Zoológica de Nueva York) se fundó en 1895. El presidente Theodore Roosevelt estableció un número de bosques y reservas nacionales de 1901 a 1909. La Ley de Parques Nacionales (National Parks Act) de 1916, incluía una cláusula de «uso sin impedimento», solicitada por John Muir, que finalmente resultó en la eliminación de una propuesta para construir una represa en el monumento nacional Dinosaurio en 1959.

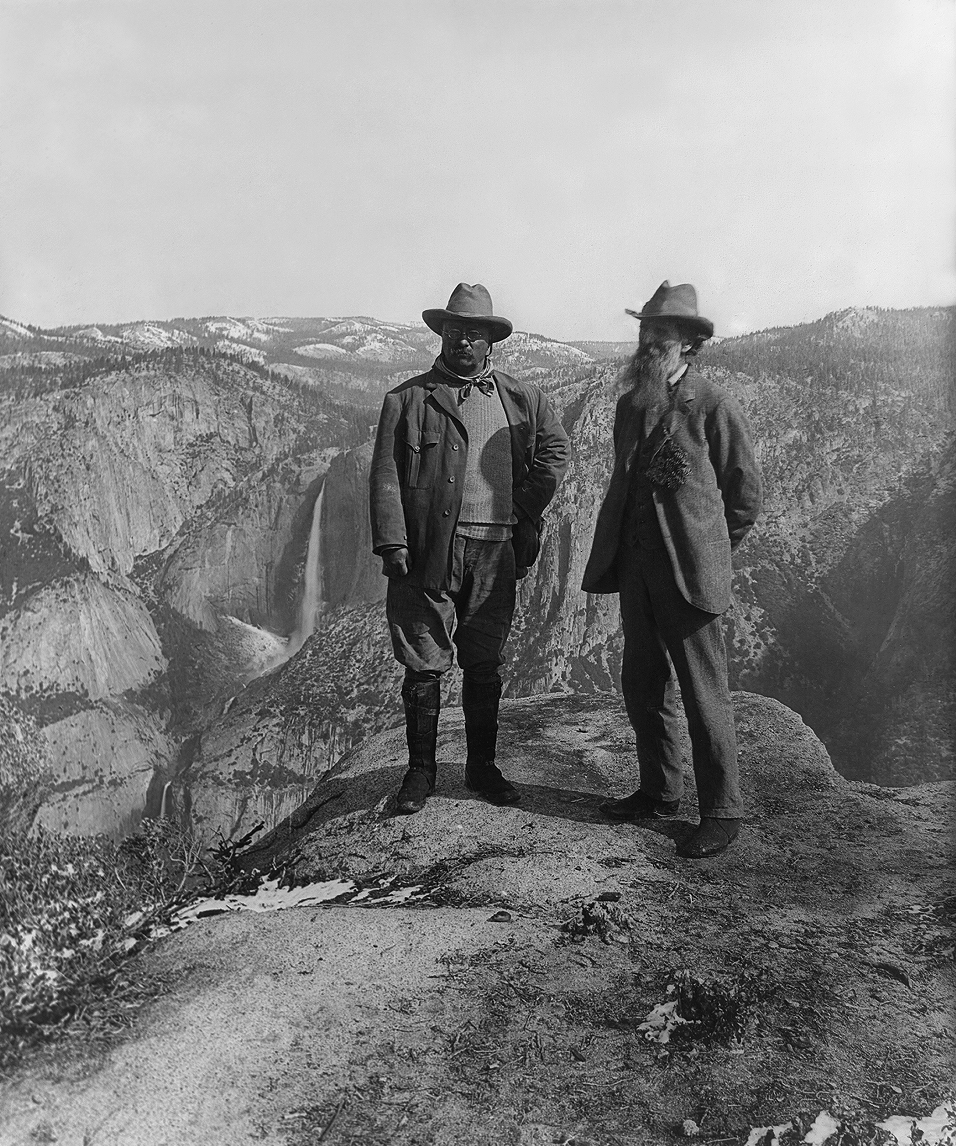
Roosevelt y Muir en Glacier Point, parque nacional Yosemite.

En el siglo XX, funcionarios canadienses, incluido Charles Gordon Hewitt y James Harkin, encabezaron el movimiento hacia la conservación de la vida silvestre.

### Esfuerzos globales de conservación
A mediados del siglo XX, surgieron esfuerzos que se centraron en la conservación de especies individuales, especialmente la de los grandes felinos en América del Sur, dirigidos por la Sociedad Zoológica de Nueva York. La Sociedad Zoológica de Nueva York jugó un papel important en el desarrollo de los conceptos para el establecimiento de reservas para especies particulares en el mundo y la realización de los estudios de conservación necesarios para determinar la idoneidad de las ubicaciones más apropiadas como prioridades de conservación; el trabajo de Henry Fairfield Osborn Jr., Carl E. Akeley, Archie Carr y su hijo Archie Carr III es notable en esta época.  Akeley, por ejemplo, tras dirigir expediciones a las Montañas Virunga y observar al gorila de montaña en la naturaleza, estaba convencido de que la especie y el área deberían ser prioridades de conservación. Contribuyó decisivamente en persuadir al rey Albert I de Bélgica a actuar en defensa del gorila de montaña y establecer el parque nacional Albert (posteriormente renombrado parque nacional Virunga) en lo que hoy es la República Democrática del Congo.
En la década de 1970, liderado principalmente por el trabajo en los Estados Unidos bajo la Endangered Species Act (Ley de especies en peligro de extinción) junto con la Species at Risk Act (Ley de especies en riesgo) de Canadá, y los planes de acción de biodiversidad desarrollados en Australia, Suecia, el Reino Unido, surgieron cientos de planes para la protección de especies específicos. En particular las Naciones Unidas actuaron para conservar los sitios de gran importancia cultural o natural para el patrimonio común de la humanidad. El programa fue adoptado por la Conferencia General de UNESCO en 1972. En 2006 el programa incluyó un total de 830 sitios: 644 culturales y 162 naturales. Estados Unidos fue el primer país que estableció una legislación nacional para la conservación biológica, tras aprobar la Endangered Species Act (Ley de especies en peligro de extinción) (1966) y la National Environmental Policy Act (Ley Nacional de Política Ambiental) de 1970, que adjudicaron importantes fondos y medidas de protección a la conservación a gran escala de hábitats y a la investigación de especies amenazadas. También se dieron iniciativas de conservación en otros países en la década de los setenta. En India, por ejemplo, se aprobó la Wildlife Protection Act de 1972.
Un desarrollo significativo en 1980 fue la aparición del movimiento de conservación urbana. Inicialmente una organización local en Birmingham, Reino Unido, se estableció en rápida sucesión en otras ciudades del Reino Unido y luego también en otros países. Aunque fue percibido como un movimiento de base, su desarrollo fue impulsado por la investigación académica sobre la vida silvestre urbana. La visión del movimiento de que la conservación está inextricablemente ligada con otras actividades humanas fue inicialmente visto como radical, pero se ha convertido en la corriente principal en el pensamiento conservacionista. Actualmente se dedica un esfuerzo de investigación considerable a la biología de la conservación urbana. La Society for Conservation Biology se estableció en 1985.: 2 
En 1992, la mayoría de los países del mundo se habían comprometido con los principios de la conservación de la diversidad biológica tras ratificar el Convenio sobre la Diversidad Biológica; muchos países dieron inicio a programas en el marco del Plan de acción de biodiversidad para identificar y conservar las especies amenazadas dentro de sus fronteras, así como para proteger los hábitats asociados. A finales de la década de 1990, se observó un aumento de la profesionalidad en el sector con la maduración de organizaciones como el Instituto de Ecología y Gestión Ambiental y la Sociedad del Medio Ambiente.
Desde el año 2000, el concepto de la conservación a escala de paisaje adquirió importancia, dando menos énfasis en las acciones centradas en una sola especie o incluso en un solo hábitat. En su lugar, la mayoría de los conservacionistas convencionales defienden un enfoque ecosistémico, aunque los que trabajan para proteger algunas especies de alto perfil han expresado su preocupación.
La ecología ha contribuido en aclarar el funcionamiento de la biosfera; es decir, las complejas interrelaciones entre los humanos, otras especies y el entorno físico. El fuerte crecimiento de la población humana, la expansión de la agricultura, industria y la consiguiente contaminación han demostrado cuán fácilmente se pueden perturbar y desequilibrar las relaciones ecológicas.

La última palabra en ignorancia es el hombre que dice de un animal o planta: «¿De qué sirve?» Si el mecanismo de la tierra en su conjunto es bueno, entonces cada parte es buena, que lo entendemos o no. Si la biota, en el transcurso de eones, ha construido algo que nos gusta pero que no entendemos, ¿quién, sino un tonto, descartaría las partes aparentemente inútiles? Conservando cada engrane y rueda es la primera precaución del pensamiento inteligente.
—Aldo Leopold, en A Sand County Almanac (1949)

## Conceptos y fundamentos

### Marco conceptual
Se han propuesto tres principios como acompañamiento para el desarrollo de la biología de la conservación:
- La evolución es el único mecanismo capaz de explicar los patrones de biodiversidad, por lo que las respuestas a los problemas de conservación deben generarse dentro del marco evolutivo.
- Los procesos ecológicos son dinámicos y no se mantienen en equilibrio (al menos no indefinidamente), estando sometidos a la regulación de procesos externos variables.
- Los seres humanos son parte de los sistemas ecológicos por lo que las actividades humanas deben contemplarse en la planificación de la conservación biológica.

### Paradigmas científicos
La biología de la conservación se desarrolla fundamentalmente en el marco de dos paradigmas: el paradigma de las poblaciones pequeñas y el paradigma de las poblaciones en disminución.
Paradigma de las poblaciones pequeñas
Este paradigma enuncia que las poblaciones pequeñas están sometidas a un alto riesgo inherente de extinción, que resulta fundamentalmente de un incremento en la exposición a estocasticidad demográfica y ambiental de la pérdida de variabilidad genética.
Paradigma de las poblaciones en disminución
Se ocupa de los procesos por los cuales el riesgo de extinción de las poblaciones se incrementa por razones ajenas a éstas, y de cómo paliarlos.
Se ha denominado “torbellino de extinción” a la retroalimentación positiva por la cual la depresión por endogamia, la estocasticidad demográfica y ambiental y la deriva génica se combinan provocando una aceleración en la disminución poblacional. El fundamento del torbellino de extinción es que dichos factores conllevan una pérdida de la variabilidad genética y, en consecuencia, de la disminución en la eficacia biológica de los individuos y un incremento en la mortalidad.

### Medición de las tasas de extinción
Las tasas de extinción se miden en una variedad de formas. Los biólogos conservacionistas miden y aplican métodos estadísticas de los registros fósiles, las tasas de pérdida de hábitat y una multitud de otros variables —como la pérdida de biodiversidad en función de la tasa de pérdida de hábitat y la ocupación del sitio— para obtener estas estimaciones. La publicación del libro The Theory of Island Biogeography (Teoría de la biogeografía de islas) es posiblemente la contribución más significativa para la comprensión científica tanto del proceso, como la forma de medir la tasa de extinción de las especies. Se estima que la tasa de extinción de fondo actual es de una especie cada pocos años.
La medición de la pérdida actual de especies se vuelve más compleja por el hecho de que la mayoría de las especies de la Tierra no han sido descritas ni evaluadas. Varían mucho las estimaciones sobre el número total de especies que existen en la Tierra (rango estimado: 3 600 000-111 700 000 especies) así como sobre el número que cuenta con un binomio de especies (rango estimado: 1 500 000-8 000 000). Menos del 1 % de todas las especies que se han descrito han sido estudiadas más allá de simplemente anotar su existencia. De estas cifras, la UICN informa que el 23 % de los vertebrados, el 5 % de los invertebrados y el 70 % de las plantas que han sido evaluados se clasificaron como en peligro o amenazada. Iniciativas como The Plant List buscan construir un mejor conocimiento del número real de las especies de plantas.

### Planificación sistemática de la conservación
La planificación sistemática de la conservación es una forma efectiva para identificar los tipos de diseños de reservas más eficientes y efectivos para captar o mantener los valores de biodiversidad de mayor prioridad y para trabajar con las comunidades en apoyo de los ecosistemas locales. Margules y Pressey identifican seis etapas interconectadas en el enfoque de la planificación sistemática:
1. Compilar datos sobre la biodiversidad de la región de planificación
2. Identificar objetivos de conservación para la región de planificación
3. Revisar las áreas de conservación existentes
4. Seleccionar áreas de conservación adicionales
5. Implementar acciones de conservación
6. Mantener los valores requeridos de las áreas de conservación

Periódicamente, los biólogos conservacionistas preparan planes de conservación detallados para propuestas de financiamiento o para coordinar eficazmente su plan de acción e identificar las mejores prácticas de gestión (e.g.). Las estrategias sistemáticas generalmente emplean los servicios de los sistemas de información geográfica para apoyar el proceso de toma de decisiones.

### Fisiología de la conservación: un enfoque mecanicista de la conservación
Steven J. Cooke y sus colegas definieron la fisiología de la conservación como: «Una disciplina científica integradora que aplica conceptos fisiológicos, herramientas y conocimiento para: caracterizar la diversidad biológica y sus implicaciones ecológicas; comprender y predecir cómo los organismos, las poblaciones y los ecosistemas responden al cambio ambiental y a factores estresantes; y resolver problemas de conservación en una amplia gama de taxones (es decir, incluidos microbios, plantas y animales). La fisiología se considera en los términos más amplios posibles para incluir respuestas funcionales y mecánicas en todas las escalas, y la conservación incluye el desarrollo y refinamiento de estrategias para reconstruir poblaciones, restaurar ecosistemas, informar políticas de conservación, generar herramientas de apoyo a las decisiones y administrar los recursos naturales».  La fisiología de la conservación es particularmente relevante para los profesionales ya que tiene el potencial de generar relaciones de causa y efecto y revelar los factores que contribuyen a la disminución de la población.

### Biología de la conservación como profesión
La Sociedad para la Biología de la Conservación es una comunidad global de profesionales de la conservación dedicada a promover la ciencia y la práctica de la conservación de la biodiversidad. La biología de la conservación como disciplina va más allá de la biología en temas tales como la filosofía, leyes, economía, humanidades, artes, antropología, y educación. Dentro de la biología, la genética de la conservación y la evolución son inmensos campos en sí mismos, y estas disciplinas son de primordial importancia para la práctica y la profesión de la biología de la conservación.
¿Es la biología de la conservación una ciencia objetiva si los biólogos abogan por un inherente valor en la naturaleza? ¿Los conservacionistas introducen sesgos cuando respaldan políticas que usan una descripción cualitativa, como degradación del hábitat o ecosistemas saludables? Como todos los científicos tienen valores, también lo tienen los biólogos de la conservación. Los biólogos conservacionistas abogan por un manejo razonado y sensato de los recursos naturales y lo hacen con una combinación revelada de ciencia, razón, lógica, y valores en sus planes de manejo de conservación. Esta postura es comparable a la de la profesión médica que defiende las opciones de un estilo de vida saludable; ambos son beneficiosos para el bienestar humano pero siguen siendo científicos en su enfoque.
Existe una corriente en la biología de la conservación que sugiere que se necesita una nueva forma de liderazgo para movilizar la biología de la conservación hacia una disciplina más efectiva que tiene la capacidad de comunicar todo el alcance del problema a la sociedad en general. Esta corriente propone un enfoque de liderazgo adaptativo, paralelo a un enfoque de gestión adaptativa. El concepto se basa en una nueva filosofía o teoría del liderazgo que se aleja de las nociones históricas de poder, autoridad y dominio. El liderazgo adaptativo para la conservación es reflexivo y más equitativo, ya que se aplica a cualquier miembro de la sociedad que pueda movilizar a otros hacia cambios significativos, utilizando técnicas de comunicación que sean inspiradoras, útiles y universales. Los biólogos conservacionistas están implementando programas de asesoramiento y de liderazgo adaptativo a través de organizaciones como el Programa de Liderazgo Aldo Leopold.

### Enfoques
La conservación puede clasificarse como conservación in situ, que protege una especie en peligro en su hábitat natural, o conservación ex situ, que se produce fuera del hábitat natural. La conservación in situ implica proteger o restaurar el hábitat. La conservación ex situ, por otro lado, implica la protección fuera del hábitat natural de un organismo, por ejemplo en reservas o en bancos de genes, cuando en el hábitat natural no pueden vivir poblaciones viables.
También puede utilizarse la «no interferencia», un método preservacionista. Los preservacionistas abogan por dar a las áreas de la naturaleza y las especies una existencia protegida que detiene la interferencia de los humanos. En este sentido, los conservacionistas difieren de los preservacionistas en la dimensión social, ya que la biología de la conservación involucra a la sociedad y busca soluciones equitativas tanto para la sociedad como para los ecosistemas. Algunos preservacionistas enfatizan el potencial de la biodiversidad en un mundo sin humanos.[cita requerida]

### Ética y valores
Los biólogos de la conservación son investigadores interdisciplinarios que practican la ética en las ciencias biológicas y sociales. Chan afirma que los conservacionistas deben abogar por la biodiversidad y pueden hacerlo de una manera éticamente científica si no promueven la defensa simultánea contra otros valores que compiten.
Un conservacionista puede inspirarse en la ética de la conservación de los recursos,: 15  que busca identificar las medidas que entregarán «el mayor bien para la mayor cantidad de personas durante el mayor tiempo».: 13  En contraste, algunos biólogos conservacionistas argumentan que la naturaleza tiene un valor intrínseco, independientemente de la utilidad antropocéntrica.: 3, 12, 16–17  El valor intrínseco sugiere que se debe valorar un gen, o especie, porque tienen una utilidad para los ecosistemas que sostienen. Aldo Leopold fue un pensador y escritor clásico sobre la ética de la conservación, cuya filosofía, ética y escritos aún son valorados y revisitados por los biólogos conservacionistas modernos.: 16–17 

### Prioridades de conservación

Imagen de una gráfica circular que muestra la representación relativa de la biomasa en una selva lluviosa a través de un resumen de las percepciones de los dibujos e ilustraciones de niños (izquierda), a través de una estimación científica de la biomasa real (centro) y una medida de biodiversidad (derecha). Nota que la biomasa de los insectos sociales (en el medio) supera largamente el número de especies (derecha).

En un esfuerzo por enfrentar la crisis de extinción, la Unión Internacional para la Conservación de la Naturaleza (UICN) ha organizado una muestra global de científicos y estaciones de investigación en todo el planeta para monitorear el cambiante estado de la naturaleza. Por medio de la publicación de su Lista Roja, la UICN proporciona actualizaciones anuales sobre el estado de conservación de las especies. La Lista Roja de la UICN sirve como una herramienta de conservación internacional, para identificar aquellas especies que más necesitan esfuerzos de conservación y para proporcionar un índice global sobre el estado de la biodiversidad. Sin embargo, los científicos conservacionistas observan que la sexta extinción masiva, más allá de las dramáticas tasas de extinción de especies, es en efecto una crisis de la biodiversidad y que ésta requiere de mucho más acción, en vez de un enfoque prioritario en especies raras, endémicas o en peligro. Las preocupaciones por la pérdida de biodiversidad cubren un mandato de conservación más amplio, que analiza los procesos ecológicos, como la migración, y un análisis holístico de la biodiversidad en niveles más allá de las especies individuales, e incluye la diversidad genética, de población y del ecosistema. La extensión, sistemática y velocidad de las tasas de pérdida de biodiversidad forman una amenaza para la sotenibilidad del bienestar de la humanidad porque limitan el suministro de servicios ecosistémicos que de otro modo serían regenerados por la compleja y cambiante red holística de la diversidad genética y ecosistémica. Aunque los datos sobre el estado de conservación de las especies se emplean extensamente en la gestión de la conservación, algunos científicos destacan que la principal fuente de explotación y alteración del hábitat de la humanidad son las especies comunes. Además, las especies comunes a menudo son infravaloradas a pesar de su papel central como principal fuente de servicios ecosistémicos.
Mientras que la mayoría en la comunidad de la ciencia de la conservación «enfatiza la importancia» de sostener la biodiversidad, existe un debate sobre cómo priorizar los genes, especies o ecosistemas que son componentes de la biodiversidad (véase por ejemplo, Bowen, 1999). Si bien el enfoque predominante hasta la fecha ha sido de enfocar los esfuerzos en las especies en peligro, mediante la conservación de «puntos calientes de biodiversidad», algunos científicos (e.g.) y organizaciones de conservación, como Nature Conservancy, argumentan que es más rentable, lógico y socialmente relevante invertir en «puntos fríos de biodiversidad». Argumentan que el costo de identificar, nombrar y determinar la distribución de cada especie es un esfuerzo de conservación desacertado; afirman que tiene más sentido entender la importancia de los roles ecológicos de las especies.
Los puntos calientes y fríos de biodiversidad son una forma de reconocer que la concentración espacial de los genes, especies y ecosistemas no está distribuida de manera uniforme en la superficie de la Tierra. Por ejemplo, «[...] el 44 % de todas las especies de plantas vasculares y el 35 % de todas las especies en cuatro grupos de vertebrados están confinadas a 25 puntos calientes que comprenden solo el 1,4 % de la superficie terrestre de la Tierra».
Aquellos a favor de priorizar los puntos fríos señalan que hay otras medidas a considerar más allá de la biodiversidad. Señalan que al enfatizar los puntos calientes se minimiza la importancia de las conexiones sociales y ecológicas a vastas áreas de los ecosistemas de la Tierra donde reina de forma suprema la biomasa, no la biodiversidad. Se estima que el 36 % de la superficie de la Tierra, que abarca el 38,9 % de los vertebrados del mundo, carece de especies endémicas para poder calificar como zona de gran biodiversidad.  Además, las medidas muestran que la maximización de las protecciones de la biodiversidad no resulta en una mejor captura de los servicios ecosistémicos que la focalización en regiones elegidas al azar. La biodiversidad a nivel de población (es decir, los puntos fríos de biodiversidad) está desapareciendo a un ritmo diez veces mayor que al nivel de especies.  La importancia de abordar la biomasa versus el endemismo, como una preocupación para la biología de la conservación, se destaca en la literatura que mide el nivel de amenaza para las reservas mundiales de carbono del ecosistema que no necesariamente residen en áreas de endemismo. Un enfoque que prioriza los puntos calientes no invertiría tanto en lugares como estepas, el Serengeti, el Ártico o la taiga. Estas áreas contribuyen con una gran abundancia de biodiversidad a nivel de población (no de especies) y de servicios del ecosistema, incluido el valor cultural y el ciclo de nutrientes del planeta.
Aquellos que están a favor del enfoque de puntos calientes señalan que las especies son componentes irremplazables del ecosistema global, que se concentran en los lugares más amenazados y, por lo tanto, deben recibir protecciones estratégicas máximas. La riqueza de especies y la biodiversidad genética engendran y contribuyen a la estabilidad del ecosistema, los procesos del ecosistema, la adaptatibilidad evolutiva y la biomasa. No obstante, ambas partes concordan que la conservación de la biodiversidad es necesaria para reducir la tasa de extinción e identificar un valor inherente en la naturaleza; el debate se enfoca en cómo priorizar los limitados recursos de conservación de la manera más rentable.

### Valores económicos y capital natural

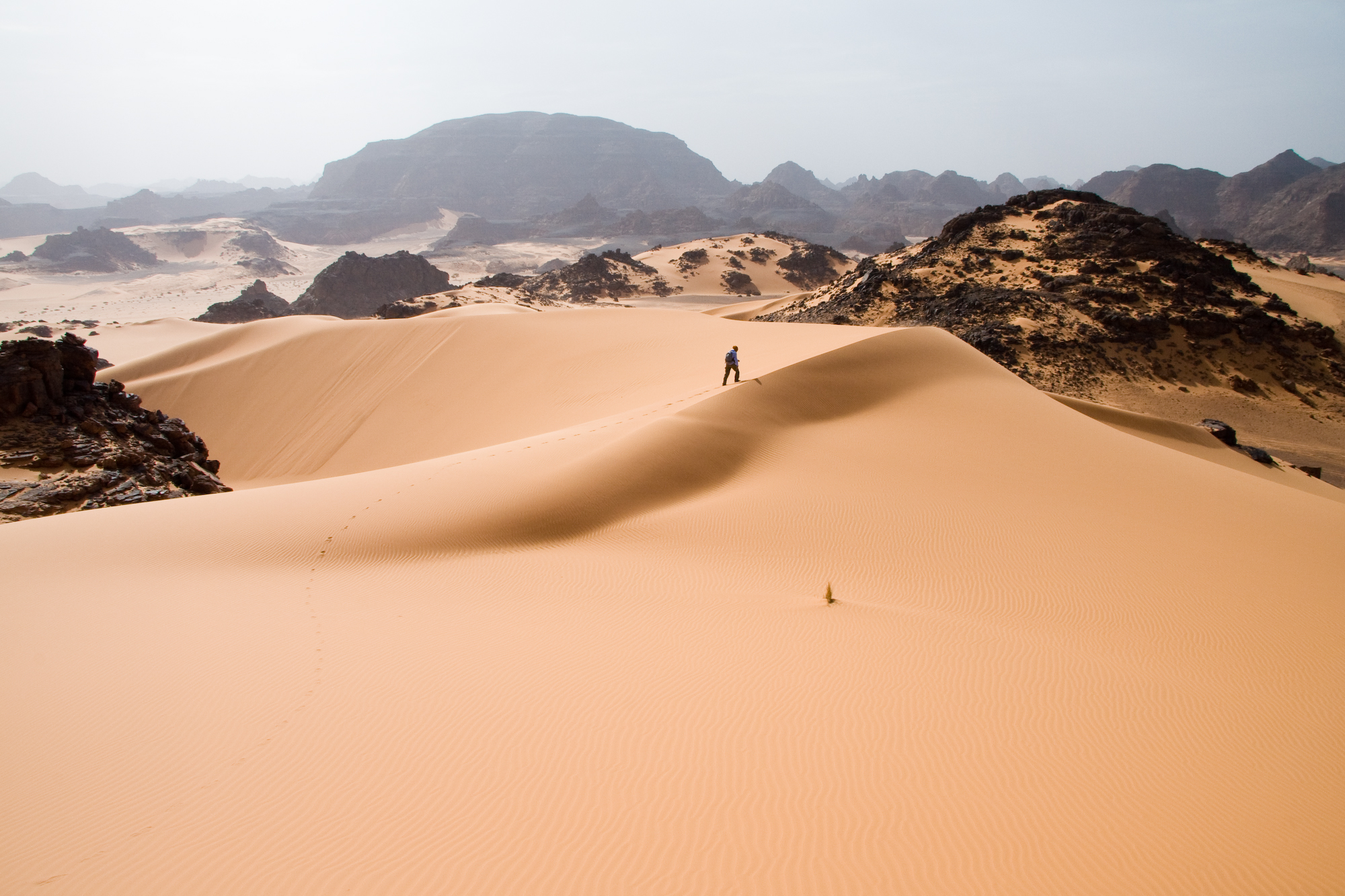
El desierto Tadrart Acacus en el oeste de Libia es parte del Sáhara.

Los biólogos conservacionistas han comenzado a colaborar con los principales economistas del mundo para determinar cómo medir la riqueza y los servicios de la naturaleza y lograr que estos valores aparezcan en las transacciones del mercado global. Este sistema de contabilidad se conoce como capital natural y, por ejemplo, registraría el valor de un ecosistema antes de que se elimine para dar paso al desarrollo. El Fondo Mundial para la Naturaleza publica su Informe Planeta Vivo y proporciona un índice global de biodiversidad al monitorear aproximadamente 5000 poblaciones en 1686 especies de vertebrados (mamíferos, aves, peces, reptiles y anfibios) e informa sobre las tendencias de la misma manera que se hace en el mercado de valores.
Este método de medir el beneficio económico global de la naturaleza ha sido respaldado por los líderes de G8+5 y la Comisión Europea. La naturaleza sostiene muchos servicios del ecosistema que benefician a la humanidad. Sin embargo, muchos de los servicios ecosistémicos de la tierra son bienes públicos que siguen sin valor de mercado y por lo tanto quedan sin precio o valor económico establecido. No existe un mercado de valores con carteras de inversión en especies que proporcionen un suministro sostenible de servicios ecosistémicos que son valiosos para la sociedad. La huella ecológica de la sociedad ha excedido los límites de la capacidad bioregenerativa de los ecosistemas del planeta en aproximadamente un 30 %, lo que equivale al porcentaje de poblaciones de vertebrados que han disminuido entre 1970 y 2005.
| La crisis crediticia ecológica es un desafío global. El Informe Planeta Vivo 2008 nos dice que más de las tres cuartas partes de la población mundial vive en naciones que son deudores ecológicos – su consumo nacional ha superado la biocapacidad de su país. Por lo tanto, la mayoría de nosotros estamos manteniendo nuestro estilo de vida actual y nuestro crecimiento económico, extrayendo (y cada vez más sobre-extrayendo) el capital ecológico de otras partes del mundo. —WWF Living Planet Report |

La economía natural inherente juega un papel esencial en el sostenimiento de la humanidad, incluida la regulación de la química atmosférica global, cultivos polinizadores, control de plagas, reciclaje de los nutrientes del suelo, purificación del suministro de agua, suministro de medicamentos y beneficios para la salud, así como mejoras de la calidad de vida no cuantificables. Existe una relación, una correlación, entre mercados, capital natural, desigualdad social y la pérdida de biodiversidad; es decir, hay mayores tasas de pérdida de biodiversidad en lugares donde existe mayor inequidad de riqueza en la sociedad.
Aunque una comparación directa del mercado de capital natural es probablemente insuficiente en términos de valor humano, una estimación de los servicios ecosistémicos sugiere que la contribución asciende a billones de dólares anuales.  Por ejemplo, a un segmento de bosques en América del Norte se le asignó un valor anual de 250 mil millones de dólares; otro ejemplo es la polinización por las abejas, que proporciona servicios naturales con un valor anual estimado entre 10 y 18 mil millones de dólares. El valor de los servicios ecosistémicos en una isla de Nueva Zelanda ha sido calculado tan grande como el PIB de esa región. Esta riqueza planetaria se está perdiendo a un ritmo accelerado a medida que las demandas de la sociedad humana exceden la capacidad bioregenerativa de la Tierra. Aunque la biodiversidad y los ecosistemas son resilientes, el peligro de perderlos sin poder recrear muchas de las funciones del ecosistema con la innovación tecnológica humana constituye un riesgo considerable.

### Conceptos de especies estratégicas

#### Especie clave
Algunas especies, conocidas como especies clave, forman un centro de apoyo para su ecosistema. La pérdida de estas especies resulta en un colapso de la función del ecosistema, así como la pérdida de las especies coexistentes. Las especies claves son usualmente depredadores debido a su habilidad de controlar la población de presas en su ecosistema.  La importancia de una especie clave se demostró con la extinción de la vaca marina de Steller (Hydrodamalis gigas) a través de su interacción con nutrias marinas, erizos de mar y quelpo. Los erizos de mar se alimentan de alga marina, mientras que las nutrias marinas se alimentan de erizos de mar. Con el rápido declive de las nutrias marinas debido a la caza excesiva, las poblaciones de erizos de mar pastaban sin restricciones en los lechos de algas marinas y el ecosistema colapsó. Como su número no fue limitado, los erizos de mar destruyeron las comunidades de algas marinas que sostenían las vacas marinas de Steller y así aceleraron su desaparición. Se creía que la nutria marina era una especie clave porque la coexistencia de muchos asociados ecológicos en las camas de algas dependía de las nutrias para su supervivencia. Sin embargo, esto fue posteriormente puesto en duda por Turvey y Risley, quienes demostraron que tan solo la caza habría llevado la vaca marina de Steller a la extinción.

#### Especie indicadora
Las «especies indicadoras» tienen un conjunto limitado de requisitos ecológicos, por lo que se convierten en objetivos útiles para vigilar la salud de un ecosistema. Algunos animales, como los anfibios con su piel semipermeable y sus vínculos con los humedales, tienen una sensibilidad aguda al daño ambiental y, por lo tanto, pueden servir como «canario minero». Las especies indicadoras son monitoreadas en un esfuerzo por capturar la degradación ambiental causada por la contaminación o algún otro vínculo con actividades humanas en la proximidad. El monitoreo de especies indicadoras permite determinar si existe un impacto ambiental significativo, que puede servir para asesorar o modificar la práctica, por ejemplo, asesorar sobre diferentes escenarios de manejo de bosque para la silvicultura, o para medir el grado de daño que puede causar una pesticida en la salud de un ecosistema.
Reguladores gubernamentales, consultores, u ONG a menudo monitorean especies indicadoras; sin embargo, existe un conjunto de requisitos y consideraciones prácticas que se debe seguir para que el método sea efectivo. En general, se recomienda monitorear indicadores múltiples (genes, poblaciones, especies, comunidades y paisajes) para obtener una medición confiable.

#### Especie paraguas y especie bandera
Un ejemplo de una «especie paraguas» es la mariposa monarca, tanto por sus largas migraciones como su valor estético. Las largas rutas de migración de la mariposa monarca en América del Norte abarcan un gran área con múltiples ecosistemas, de los que la especie depende para existir. Por lo tanto, cualquier protección adjudicada a la mariposa monarca, también cubrirá muchas otras especies y hábitats. A menudo se utiliza una especie paraguas también como «especie bandera», lo que se refiere a especies que captan la atención del público y atraen el apoyo a las medidas de conservación; ejemplos incluyen el panda gigante, la ballena azul, el tigre, el gorila de montaña y la mariposa monarca. Sin embargo, paradójicamente, el sesgo de esfuerzos de conservación hacia las especies bandera puede, a veces, amenazar a otras especies de mayor preocupación.

## Contexto y tendencias
Al estudiar el contexto relacionado con la extinción de especies, los biólogos de la conservación abarcan las tendencias y procesos desde el pasado paleontológico hasta el presente ecológico. En general se acepta que hubo cinco importantes extinciones masivas globales en la historia de la Tierra. Estos incluyen los espasmos de extinción del Ordovícico (440 m. a.), Devónico (370 m. a.), Pérmico-Triásico (245 m. a.), Triásico-Jurásico (200 m a.) y Cretácico-Paleógeno (66 m. a.).  En los últimos 10 000 años, la influencia humana sobre los ecosistemas de la Tierra ha sido tan extensa que los científicos tienen dificultad en estimar el número de especies extinctas; es decir, las tasas de deforestación, destrucción de arrecifes de coral, drenaje de humedales y otras actividades humanas avanzan a un ritmo mucho más elevado que la capacidad de evaluación humana del estado de las especies. En el último Informe Planeta Vivo del Fondo Mundial para la Naturaleza se estima que los seres humanos excedieron largamente la capacidad bioregenerativa del planeta y que en la actualidad se requeriría media planeta más para poder sostener todas las demandas impuestas sobre los recursos naturales de la Tierra.

### Extinción del Holoceno
Biólogos de la conservación publicaron evidencia de todos los rincones del planeta que indican que la humanidad puede estar causando la sexta extinción masiva del planeta. Se ha sugerido que la Tierra esta experimentando una era de extinciones de especies sin precedentes, también conocida como la extinción masiva del Holoceno. La tasa de extinción global puede ser aproximadamente 1000 veces mayor que la tasa de extinción de fondo natural. Se estima que dos tercios de todos los géneros de mamíferos y la mitad de todas las especies de mamíferos que pesan más de 44 kg se extinguieron en los últimos 50 000 años.  La Evaluación global de los anfibios (en inglés: Global Amphibian Assessment) de la UICN informa que las poblaciones de anfibios están disminuyendo a escala global y con una velocidad mayor que cualquier otro grupo de vertebrados: más del 32 % de las especies de anfibíos están amenazadas de extinción o ya extinctas, El 43 % de las especies que están amenazadas experimenta un declive continuo de las poblaciones sobrevivientes. Desde mediados de la década de 1980, las tasas reales de extinción de los anfibios han excedido 211 veces las tasas que se midieron a partir del registro fósil. Sin embargo, «la tasa actual de extinción de anfibios puede variar de 25 039 a 45 474 veces la tasa de extinción de fondo para anfibios». La tendencia global de extinción ocurre en cada grupo importante de vertebrados que está siendo monitoreado. Por ejemplo, el 23 % de todos los mamíferos y el 12 % de todos los pájaros fueron incluidos en la Lista Roja de la Unión Internacional para la Conservación de la Naturaleza (UICN), lo que significa que están amenazados de extinción. Aunque la extinción de fondo es un fenómeno natural, la disminución de las especies está ocurriendo a un ritmo tan alto que la evolución simplemente no puede mantener el paso, lo que está conduciendo a la mayor extinción masiva continua en la Tierra. Los seres humanos dominan el planeta, y su elevado consumo de recursos, junto con la contaminación generada, está afectando los entornos en los que viven otras especies.

### Estado de los océanos y arrecifes de coral
Las evaluaciones globales del estado de los arrecifes de coral siguen señalando tasas de disminución drásticas y rápidas. Para el año 2000, se había colapsado el 27 % de los ecosistemas de arrecifes de coral del mundo. El período de mayor disminución ocurrió en un episodio de «blanqueo» en 1998, cuando aproximadamente el 16 % de todos los arrecifes de coral en el mundo desaparecieron en menos de un año. El blanqueo de coral es causado por una mezcla de estrés ambiental, incluyendo el aumento de la temperatura oceánica y la acidificación, que conduce a la expulsión de las algas simbióticas y la muerte de los corales. El declive y el riesgo de extinción en la biodiversidad de los arrecifes de coral ha aumentado dramáticamente en los últimos diez años. La pérdida de los arrecifes de coral, cuya extinción se prevé para el próximo siglo, amenaza el equilibrio de la biodiversidad mundial, tendrá un gran impacto económico y pondrá en peligro la seguridad alimentaria de cientos de millones de personas.  La biología de la conservación desempeña un papel importante en los acuerdos internacionales que cubren los océanos del mundo.
| Estas predicciones indudablemente parecerán extremas, pero es difícil imaginar cómo tales cambios no se llevarán a cabo sin cambios fundamentales en el comportamiento humano.—J.B. Jackson: 11463 |

Los océanos están amenazados por la acidificación debido a un aumento en los niveles de CO2. Esto constituye una amenaza seria para las sociedades humanas que dependen en gran medida de los recursos naturales oceánicos. Existe preocupación que la mayoría de las especies marinas no podrán evolucionar o aclimatisar en respuesta a los cambios en la composición química del océano.
Las perspectivas de evitar la extinción masiva no parecen buenas tomando en consideración que, según los informes, ya desaparició «[...] 90 % de todos los grandes (promedio aproximadamente ≥ 50 kg), atunes, marlines y tiburones en el océano». Dada la evaluación científica de las tendencias actuales, se predice que el océano tendrá pocos organismos multicelulares supervivientes, quedando solo microbios para dominar los ecosistemas marinos.

### Grupos distintos a los vertebrados
También se plantearon serias preocupaciones acerca de grupos taxonómicos que no reciben el mismo grado de atención social, ni atraen la misma cantidad de fondos que los vertebrados. Estos incluyen hongos (incluyendo especies formadoras de líquenes), invertebrados (particularmente insectos) y las comunidades de plantas donde la gran mayoría de la biodiversidad está representada. La conservación de hongos y la conservación de insectos, en particular, tienen una importancia esencial para la biología de la conservación. Como simbiontes micorrízicos, y como descomponedores y recicladores, los hongos son esenciales para la sostenibilidad de los bosques. Los insectos tienen un valor muy grande en la biosfera, dado que superan a todos los demás grupos vivos en términos de riqueza de especies. Las plantas forman el mayor volumen de biomasa en la Tierra y se sustentan gracias a sus relaciones con los insectos. Este gran valor ecológico de los insectos es contrarrestado por una sociedad humana que a menudo reacciona negativamente hacia estas criaturas que suelen considerar como estéticamente «desagradables».
Un área de preocupación en el mundo de los insectos que ha llamado la atención del público es el misterioso caso de la desaparición de las abejas mieleras (Apis mellifera). En 2018, el número total de abejas mieleras domesticadas del planeta se había incrementado en 45% en las últimas cinco décadas; expertos citados por el Sierra Club declararon: «las abejas de miel no van a extinguirse […] tenemos más panales que nunca».  Las abejas proporcionan un servicio ecológico indispensable ya que son responsable de la polinización de una gran variedad de cultivos agrícolas. Además, producen miel y cera que se utilizan ampliamente en el mundo entero.
La desaparición repentina de abejas que dejan colmenas vacías o afectados por el colapso de colonias (CCD) ocurre con cierta frecuencia. En un período de 16 meses entre 2006 y 2007, el 29 % de 577 apicultores en los Estados Unidos reportaron pérdidas por CCD en hasta 76 % de sus colonias de abejas. Esta repentina pérdida demográfica en el número de abejas tuvo un efecto directo en el sector agrícola. Empero, en 2014 se registraba un potente crecimiento, con un incremento en panales de 2.4 millones en 2006 a 2.7 millones en 2014, y alcanzando por lo tanto en 2014 el mayor nivel poblacional de los 20 años que le precedieron.
La causa de estas caídas masivas es desconcertante para los científicos. Plagas, plaguicidas y el calentamiento global se consideran como posibles causas.  Así y todo, en 2024, la población de abejas de miel de los EE. UU. alcanzó una alta sin precedentes, un hito nunca antes visto, con 3.8 millones de panales.  Es el animal de granja con mayor crecimiento de dicha nación, con un crecimiento del 31% sobre las cifras del 2007. En sólo los cinco años precedentes a 2024, el número de panales aumentó en 1 millón.
Otro ejemplo que vincula la biología de la conservación a los insectos, los bosques y el cambio climático es el brote del escarabajo del pino de montaña (Dendroctonus ponderosae) en Columbia Británica, Canadá, que infestó 470 000 km² de tierras boscosas desde 1999. El Gobierno de Columbia Británica preparó un plan de acción para abordar este problema.

Este impacto ["brote de escarabajo del pino"] convirtió el bosque de un pequeño sumidero neto de carbono en una gran fuente neta de carbono tanto durante, como inmediatamente después del brote. En el peor año, los impactos resultantes del brote de escarabajos en Columbia Británica fueron equivalentes al 75 % del promedio de las emisiones anuales de incendios forestales de todo Canadá durante 1959-1999.
Kurz et al.

### Biología de la conservación de parásitos
Una porción importante de las especies de parásitos están amenazadas por la extinción. Algunos están siendo erradicados como plagas de los seres humanos o animales domésticos, a pesar de que la mayoría de los parásitos son inofensivos. Las amenazas incluyen el declive o la fragmentación de las poblaciones de hospederos, o la extinción de las especies hospedadoras.

### Amenazas a la biodiversidad
Hoy en día, las principales amenazas para la biodiversidad son la destrucción de hábitat (por la deforestación,  expansión agrícola, desarrollo urbano), y la sobreexplotación (incluyendo el comercio de especies silvestres).  La fragmentación de hábitat también plantea desafíos, dado que la red mundial de áreas protegidas solo cubre el 11,5 % de la superficie de la Tierra.  Una consecuencia importante de la fragmentación y la falta de áreas silvestres interconectadas es la reducción de la migración de animales a escala global. Teniendo en cuenta que miles de millones de toneladas de biomasa son responsables para el ciclo de nutrientes en toda la Tierra, la reducción de la migración es un asunto serio para la biología de la conservación.
| Las actividades humanas están asociadas directa o indirectamente con casi todos los aspectos del actual espasmo de extinción. —Wake y Vredenburg |

Sin embargo, las actividades humanas no causan necesariamente un daño irreparable a la biosfera. Existen ejemplos que demuestran que los humanos pueden coexistir de forma sostenible, al emplear la gestión ambiental y planificación de la conservación para la biodiversidad en todos los niveles, desde los genes hasta los ecosistemas.
Muchas de las amenazas a la biodiversidad, como el cambio climático y las enfermedades, también afectan las áreas protegidas, dejándolas «no tan protegidas». El cambio climático, por ejemplo, se cita a menudo como una amenaza grave en este contexto, porque existe un ciclo de retroalimentación entre la extinción de especies y la emisión de dióxido de carbono en la atmósfera terrestre. Los ecosistemas almacenan y reciclan grandes cantidades de carbono que regulan las condiciones globales.  En la actualidad, los grandes cambios climáticos que se están produciendo, incluso los cambios de temperatura, dificultan la supervivencia de ciertas especies. Los efectos del calentamiento global agregan una amenaza catastrófica hacia una extinción masiva de la diversidad biológica mundial. Biólogos conservacionistas han afirmado que no será posible salvar todas las especies, y que es necesario priorizar los esfuerzos de conservación. Este concepto se conoce también como «triage». Se estima que la extinción oscilará entre el 15 % y 37 % de todas las especies en el año 2050, y 50 % de todas las especies en los próximos 50 años. La tasa de extinción actual es entre 100 y 100 000 veces más alto que en los últimos miles de millones de años.

### «Los cuatro jinetes del apocalipsis»
Se ha bautizado con este ilustrativo aforismo a los cuatro principales agentes que conducen a la extinción, que son:
- La sobreexplotación que produce la reducción de los efectivos poblacionales.
- La pérdida y fragmentación del hábitat de las especies.
- La introducción de especies invasoras que compiten con las nativas o modifican sus hábitats.
- Las interacciones sinérgicas por las cuales la extinción de unas especies producen extinciones en cadena de otras.

#### Sobreexplotación
La sobreexplotación consiste en la matanza a una tasa que está por encima del rendimiento máximo sostenible. Las especies más susceptibles son aquellas con bajas tasas intrínsecas de crecimiento, por ejemplo grandes mamíferos como las ballenas, elefantes y rinocerontes. Estas especies se vuelven incluso más vulnerables si son valiosas como alimento o como mercancía. El hombre principal depredador, en todos los casos continuó el abuso hasta que su inconsciencia terminó produciendo graves consecuencias en muchos de los casos.
Un ejemplo clásico del impacto que puede ocasionar la matanza excesiva de animales es la extinción de la paloma migratoria (Ectopistes migratorius). La paloma migratoria fue probablemente el ave más abundante en el mundo, con estimaciones de 1 a 5 mil millones de individuos, pero la caza por deporte y para utilizar su carne y plumas, combinada con la deforestación de bosques que constituían sus sitios de anidación, produjo una fuerte declinación (Bucher, 1992). La última paloma migratoria murió en cautiverio en el año 1914 en el zoológico de Cincinatti; esto produjo un rompimiento exiguo en el equilibrio del ecosistema, afectando a otra ave de la familia falconiforme el Halcón peregrino, que se alimentaba de la paloma migratoria. Debido a la presencia de otras especies de palomas en las regiones de caza, el halcón pudo modificar su presa básica por otras aves de tamaño mediano. En contraste, el factor determinante del exterminio aviario el hombre, al no percibir un detorioro significativo en su expansión consumista y sus diferentes actividades humanas siguió buscando nuevas variedades de aves, a tal punto que están extintas 120 especies y 1200 están amenazadas que necesitan esfuerzos para su conservación.
El zorro-lobo malvinense, Dusicyon australis, es una especie hoy extinta que habitaba en pastizales, turbales y costas oceánicas en el archipiélago malvinense, en el sudeste de Argentina. En 1839, seis años después de la visita de Charles Darwin al archipiélago, esta especie fue cazada por los loberos norteamericanos por su piel de muy buena calidad, lo que redujo el número de individuos. Sin embargo su extinción definitiva se habría producido hacia 1873-1876, exterminada por los ganaderos escoceses que la culparon de predar sobre sus ovejas (Chebez & Bertonatti, 1994).
Un ejemplo de sobreexplotación en plantas es el del árbol de madera negra del este de África, o Mpingo (Dalbergia melanoxylon), que se encuentra amenazado por explotación comercial, ya que su hermosa madera es utilizada para la fabricación de instrumentos de viento, especialmente clarinetes y oboes, y para trabajos de tallado en madera. Para evitar la extinción comercial de este árbol, se está realizando un proyecto de conservación denominado “Mpingo”, que intenta conservar los bosques en peligro promoviendo la explotación sostenible y socialmente equitativa de esta especie (Groom et al., 2006).

#### Pérdida y fragmentación del hábitat
Un hábitat puede ser degradado por agentes tales como un cambio en el régimen de fuegos o pastoreo por parte de ovejas y cabras. A veces el hábitat es eliminado, como en el caso del drenado de un ambiente acuático o la tala de un bosque.
Un ejemplo típico de destrucción del hábitat es la deforestación ocurrida en la región del Iguazú, donde se encuentran las fronteras de Brasil, Argentina y Paraguay. Allí la mayor parte del bosque fue destruido para realizar plantaciones de soja, y las grandes reservas de Argentina y Brasil que rodean a las cataratas del Iguazú protegen los últimos remanentes de esos bosques (Groom et al., 2006).
Los derrames de petróleo en los océanos son un ejemplo de degradación del hábitat que puede afectar a varias aves marinas, especialmente a los pingüinos africano y de pingüino de Magallanes, y que han provocado la contaminación permanente de las costas en las que habitan (Adams, 1994; Gandini et al., 1994).
Más comúnmente el hábitat es fragmentado, cuando parte de él es destruido para construir caminos, edificios, o realizar plantaciones. La fragmentación del hábitat puede ser analizada considerando la dinámica de las poblaciones subdivididas en pequeños parches. La función de incidencia es la tasa de ocupación de una especie de un hábitat en relación con su tamaño. En general hay una buena relación entre el tamaño corporal de los animales y el área requerida para la supervivencia y reproducción; los animales más grandes necesitan un hábitat de mayor área.
La ardilla roja (Sciurus vulgaris) que habita en los Países Bajos ha sido afectada por la fragmentación de los bosques y se encontró que en muchos de los fragmentos de menor tamaño no está presente, quizá porque el área no es lo suficientemente grande como para que se establezca una población (Verboom & van Apeldoorn, 1990).

#### Especies introducidas
El tercer agente de disminución es la introducción de especies exóticas, ya sea intencionalmente o no. Este factor puede exterminar a las especies nativas por competencia, depredación o destrucción de su hábitat.
Las islas de Hawái son famosas en el mundo por el extraordinario número de especies exóticas introducidas con éxito y por las cadenas de extinción resultantes que eliminaron plantas y aves nativas. En estas islas se introdujeron 870 especies de plantas, unos 2000 invertebrados y 81 vertebrados, y sus efectos en la flora y fauna nativa fueron devastadores (Dyke, 2008).
El mejillón cebra (Dreissena polymorpha) fue introducido accidentalmente en los grandes lagos de Norteamérica, donde se observó por primera vez en el año 1988. Debido a las condiciones favorables del hábitat, el mejillón cebra se multiplicó rápidamente y colonizó una enorme área, cambiando la abundancia relativa de la fauna bentónica nativa y cambiando la dinámica de los ecosistemas por el consumo de grandes cantidades de fitoplancton. Esta especie sigue expandiéndose y amenazando a las comunidades nativas (Pullin, 2002; Groom, 2006).

#### Cadenas de extinción
En esta categoría están las extinciones secundarias, es decir la extinción de una especie causada por la extinción de otra especie de la cual ésta depende. Los ejemplos más claros de cadenas de extinción involucran a grandes predadores que desaparecieron cuando su presa se extinguió.
La extinta águila del bosque (Harpagornis moorei) de Nueva Zelanda, que pesaba de 10 a 13 kg y predaba sobre grandes aves terrestres, se extinguió alrededor del año 1400 d. C., cuando desaparecieron los moas en Nueva Zelanda (Holdaway, 1989; Krebs, 2009).

## Personas destacadas
Algunos de los biólogos de la conservación más destacados son los siguientes:
- Michael E. Soulé
- John Terborgh
- Paul R. Ehrlich
- Edward O. Wilson
- Miguel Delibes de Castro
- Robert Whittaker

## Disciplinas dentro de la biología de la conservación
- Genética de la conservación: Uso de las técnicas y teorías de la genética de poblaciones a la conservación de la biodiversidad
- Biogeografía de la conservación: Uso de las técnicas y teorías biogeográficas en las problemáticas de la conservación.
- Comportamiento animal y conservación: uso de la teoría y metodologías de la ecología del comportamiento y la etología en problemáticas de conservación